# Miss Finland
Miss Finland, finsk skönhetstävling, numera för den globala skönhetstävlingen Miss Universum. Tidigare år fick de finländska vinnarna även delta i Miss World och Miss Europe.

## Vinnare
| År        | Miss Finland                          | Kommentar           |
| --------- | ------------------------------------- | ------------------- |
| 2019      | Anni Harjunpää                        |                     |
| 2017      | Michaela Söderholm                    |                     |
| 2016      | Shirly Karvinen                       |                     |
| 2015      | Rosa-Maria Ryyti                      |                     |
| 2014      | Bea Toivonen                          |                     |
| 2013      | Lotta Hintsa                          |                     |
| 2012      | Sara Chafak                           |                     |
| 2011      | Sara Sieppi (ersättare) Pia Pakarinen |                     |
| 2010      | Viivi Pumpanen                        |                     |
| 2009      | Essi Pöysti                           |                     |
| 2008      | Satu Tuomisto                         |                     |
| 2007      | Noora Hautakangas                     |                     |
| 2006      | Ninni Laaksonen                       |                     |
| 2005      | Hanna Ek                              |                     |
| 2004      | Mira Salo                             |                     |
| 2003      | Anna Maria Strömberg                  |                     |
| 2002      | Janette Broman                        |                     |
| 2001      | Heidi Willman                         |                     |
| 2000      | Suvi Marjut Miinala                   |                     |
| 1999      | Vanessa Forsman                       |                     |
| 1998      | Jonna Kauppila                        |                     |
| 1997      | Karita Maria Tuomola                  |                     |
| 1996      | Lola Iyabode Odusoga                  |                     |
| 1995      | Heli Pirhonen                         |                     |
| 1994      | Henna Meriläinen                      |                     |
| 1993      | Tarja Smura                           |                     |
| 1992      | Kirsi Syrjänen                        |                     |
| 1991      | Tanja Vienonen                        |                     |
| 1990      | Tiina Susanna Vierto                  |                     |
| 1989      | Åsa Maria Lövdahl                     |                     |
| 1988      | Nina Carita Björnström                |                     |
| 1987      | Outi Helena Tanhuanpää                |                     |
| 1986      | Tuula Irmeli Polvi                    |                     |
| 1985      | Marja Kristiina Kinnunen              |                     |
| 1984      | Anna-Liisa Tilus                      |                     |
| 1983      | Nina Marjaana Rekola                  |                     |
| 1982      | Sari Kaarina Aspholm                  |                     |
| 1981      | Merja Orvokki Varvikko                |                     |
| 1980      | Sirpa Anneli Viljamaa                 |                     |
| 1979      | Päivi Uitto                           |                     |
| 1978      | Seija Kaarina Paakkola                |                     |
| 1977      | Armi Anja Aavikko                     |                     |
| 1976      | Riitta Inkeri Väisänen                | Miss Europe 1976    |
| 1975      | Anne Marie Pohtamo                    | Miss Universum 1975 |
| 1974      | Riitta Johanna Raunio                 |                     |
| 1973      | Raija Kaarina Stark                   |                     |
| 1972      | Maj-Len Eriksson                      |                     |
| 1971      | Pirjo Aino Laitila                    |                     |
| 1970      | Ursula Rainio                         |                     |
| 1969      | Harriet Marita Eriksson               |                     |
| 1968      | Leena Marketta Brusiin                | Miss Europe 1968    |
| 1967      | Ritva Helena Lehto                    |                     |
| 1966      | Satu Charlotta Östring                |                     |
| 1965      | Virpi Liisa Miettinen                 |                     |
| 1964      | Sirpa Suosmaa                         |                     |
| 1963      | Marja-Liisa Ståhlberg                 |                     |
| 1962      | Kaarina Leskinen                      |                     |
| 1961      | Ritva Wächter                         |                     |
| 1960      | Heli Heiskala                         |                     |
| 1959      | Tarja Nurmi                           |                     |
| 1958      | Pirkko Mannola                        |                     |
| 1957      | Marita Lindahl                        | Miss World 1957     |
| 1956      | Sirpa Koivu                           |                     |
| 1955      | Inga-Britt Söderberg                  | Miss Europe 1955    |
| 1954      | Yvonne de Bruyn                       |                     |
| 1953      | Maija-Riitta Tuomaala                 |                     |
| 1952      | Eva Hellas                            |                     |
| 1950-1951 | Hilkka Ruuska                         |                     |
| 1948-1949 | Terttu Nyman                          |                     |
| 1947      | Anna Liisa Leppänen                   |                     |
| 1946      | Anja Kola                             |                     |
| 1945      | Irja Alho                             |                     |
| 1938      | Sirkka Salonen                        | Miss Europe 1938    |
| 1937      | Britta Wikström                       | Miss Europe 1937    |
| 1936      | Irma Streng                           |                     |
| 1935      | Terttu Lyytikäinen                    |                     |
| 1934      | Anna Lisa Fahler                      |                     |
| 1933      | Ester Toivonen                        | Miss Europe 1934    |
| 1932      | Maija Nissinen                        |                     |
| 1931      | Ragnhild Nyholm                       |                     |